# Kelly Port
Kevin Port (Vancouver, Washington, 26 de maio de 1967) é um especialista em efeitos visuais americano. Conhecido por ter trabalhado em Beauty and the Beast (2017), foi, como reconhecimento, foi nomeado ao Óscar 2019 na categoria de Melhores Efeitos Visuais por Avengers: Infinity War (2018).